# Əlimərdan bəy Topçubaşov
Əlimərdan bəy Ələkbər oğlu Topçubaşov, Alimardan Topczubaszow, w zapisie rosyjskim Алимардан-бек Алекпер оглы Топчиба́шев (ur. 4 maja 1863 w Tyflisie, zm. 8 listopada 1934 w Paryżu) – azerski działacz polityczny, deputowany do Dumy Państwowej Imperium Rosyjskiego, następnie przewodniczący parlamentu Demokratycznej Republiki Azerbejdżanu.
Z wykształcenia prawnik. Karierę polityczną w rosyjskim Azerbejdżanie rozpoczął na początku XX wieku jako redaktor rosyjskojęzycznej gazety „Kaspij”, wydawanej w Baku, należącej do muzułmańskiego milionera Haciego Zeynalabdina Tagijewa i związanej ze środowiskiem azerskich liberałów, wywodzących się z warstwy zamożnych kupców i przedsiębiorców. W wyborach do I Dumy Imperium Rosyjskiego zdobył mandat jako jeden z pięciu polityków azerskich (wszyscy byli liberałami) i został w parlamencie przewodniczącym tzw. Frakcji Muzułmańskiej.
W Demokratycznej Republice Azerbejdżanu był przewodniczącym parlamentu. Stanowisko to swoim prestiżem dorównywało urzędowi prezydenckiemu. W 1919 reprezentował niepodległy Azerbejdżan na paryskiej konferencji pokojowej.
Po radzieckim podboju Azerbejdżanu emigrował do Francji i pozostał tam do końca życia.